# Џорџ Зуверинк
Џорџ Зуверинк (20. август 1924 — Темпи, 8. септембар 2014) био је професионални играч бејзбола. У сезони МЛБ (1951—1952, 1954-1959) био је десноруки бацач. Имао је 265 одиграних утакмица. Задњи тим у којем је играо био је Балтиморе Ориолес. Своју каријеру играча је завршио 1959. године.
Умро је од упале плућа у 90 години, 8. септембра 2014. године. У мају 2014. године због пада, сломио је кук.